# بي بي سي سبورت
بي بي سي سبورت (بالإنجليزية: BBC Sport)‏ هو القسم الرياضي في بي بي سي، ويوفر تغطية رياضية وطنية لتلفزيون بي بي سي وراديو بي بي سي وبي بي سي عبر الإنترنت. تمتلك بي بي سي حقوق البث التلفزيوني والإذاعي في المملكة المتحدة للعديد من الألعاب الرياضية، وتبث الرياضة مباشرة أو جنبًا إلى جنب مع برامج التحليل الرئيسية مثل مباراة اليوم واختبار المباراة الخاصة وتزلج الأحد واليوم في ويمبلدون والمدرج سابقًا. تمت إضافة النتائج والتحليل والتغطية أيضًا إلى موقع بي بي سي الرياضي ومن خلال خدمة التلفزيون التفاعلية بي بي سي الزر الأحمر.

## وصلات خارجية
- BBC Sport  على بي بي سي عبر الإنترنت